# جبل متيس
جبل متيس (بالإنجليزية: Metis Mons)‏ هو أحد جبال كوكب الزهرة.

## الإحداثيات
71°00′N 253°00′E / 71.0°N 253.0°E

يقع في 71.0 درجة على العرض الجغرافي شمالاً وفي 253.0 درجة على الطول الجغرافي شرقاً.

## الأبعاد
القطر أو أطول بعد للتضاريس بالكيلومترات هو 920.0.

## حالة إعتماد الاسم
تم اعتماده من الجمعية العامة للاتحاد الفلكي الدولي (IAU).

## أصل التسمية
على اسم متيس، ماردة أو عملاقة في الأساطير الإغريقية.